# الرفاع
رفاع (در عربی:  الرفاع ) روستای کوچکی از توابع شهر دبا الفجیره در نوار ساحلی کرانهٔ
دریای عمان از توابع امارت فجیره از امارات هفتگانه دولت امارات متحده عربی واقع شده‌است.

## جمعیت
جمعیت روستا در حدود ۱۱۰ نفر (۴ خانوار) می‌باشند که از اهل سنت و مالکی مذهب هستند

## پیشهٔ مردم
شغل وپیشهٔ مردم این روستا ماهی‌گیری است، و تعداد محدودی نیز از مردم روستا در کارهای دولتی اشتغال دارند